# Xipre
Xipre (en grec: Κύπρος, romanitzat: Kýpros; en turc, Kıbrıs), oficialment la República de Xipre (en grec: Κυπριακή Δημοκρατία, romanitzat: Kypriakí Dimokratía; en turc: Kıbrıs Cumhuriyeti) és un estat del Mediterrani oriental, que ocupa l'illa homònima en una superfície de més de 9.000 km², amb capital a la ciutat de Nicòsia.
Tot i que és un estat reconegut internacionalment, Xipre no controla la totalitat del territori insular des de l'any 1974. Turquia va ocupar i instaurar la República Turca de Xipre del Nord en una superfície de més de 3.000 km².
Forma part de la Unió Europea com a estat membre des de 2004 i va adoptar l'euro com a moneda del país el 2008. També està en procés d'integrar-se en l'espai Schengen d'unificació de fronteres europees.
El seu nom està relacionat amb el mot llatí: cuprum provinent del grec antic: Κύπρος, que significa 'coure', metall que es trobava en abundància a l'illa, i que ha propiciat, juntament amb la seva situació geogràfica estratègica, moltes invasions durant la seva història. La capital és Nicòsia, situada en una vall a l'interior de l'illa.

## Història

### Prehistòria
La primera activitat humana coneguda a Xipre es va desenvolupar a Aetokremnos, situat a la costa sud, amb la presència dels caçadors-recol·lectors cap a l'any 10000 aC, amb comunitats estables en poblats que daten del 8200 aC. L'arribada dels primers humans es correlaciona amb l'extinció dels hipopòtams nans i els elefants nans. Els pous d'aigua, trobats a l'oest de Xipre per arqueòlegs, foren classificats entre els més antics del món, ja que tenen entre 9.000 i 10.500 anys d'antiguitat.
Les restes d'un gat de vuit mesos d'edat foren descobertes enterrades juntament amb un humà en un jaciment neolític de Xipre. La tomba es creu que té 9.500 anys i, per tant, és anterior fins i tot a l'antiga civilització egípcia.
El poble neolític de Choirokoitia o Khirokitia, força ben conservat, és patrimoni de la humanitat de la UNESCO i data aproximadament de l'any 6800 aC.

### Antiguitat

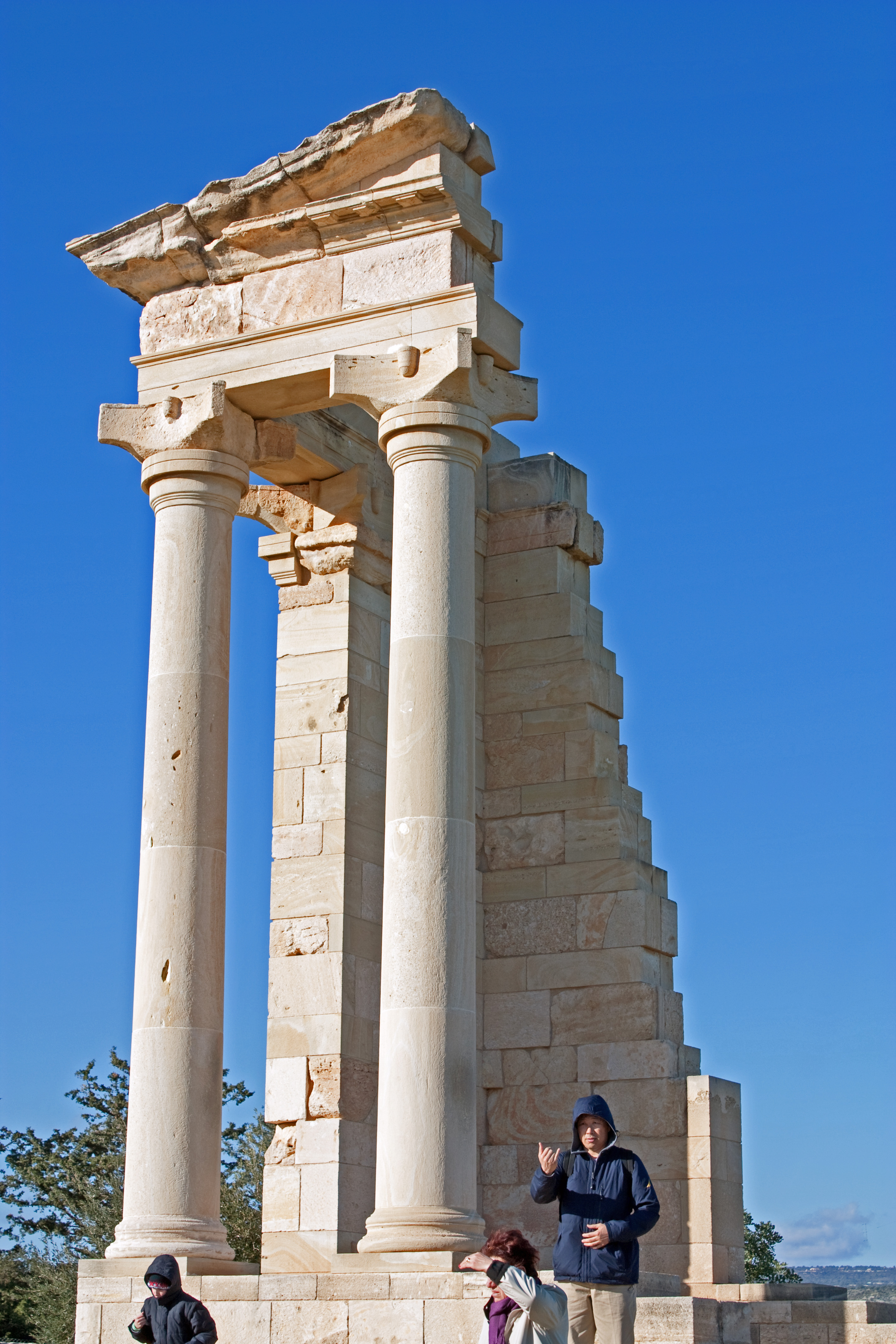
Santuari d'Apol·lo, Kourion

Xipre ha estat ocupada per diverses cultures al llarg de la seva història. La civilització micènica hi hauria arribat cap al 1600 aC, i posteriorment s'hi van establir colònies fenícies i gregues. El faraó Tuthmosis III d'Egipte va sotmetre l'illa l'any 1500 aC i va forçar els habitants a pagar-li tributs. Aquesta situació es va mantenir fins que el domini egipci va ser substituït pel dels hitites (que van posar el nom d'Alaixiya a Xipre) durant el segle xiii aC. Després de la invasió dels pobles de la mar (aproximadament el 1200 aC), els arqueogrecs es van instal·lar a l'illa (al voltant del 1100 aC), i van actuar decididament en la conformació de la seva identitat cultural. Els hebreus anomenaven Xipre amb el nom de Kittim.
Els assiris van envair l'illa l'any 800 aC, fins que el faraó Amosis II va reconquerir l'illa l'any 600 aC i van ser substituïts pels perses després que conquerissin Egipte. Salamina, que era la ciutat-regne xipriota més poderosa en aquesta època, es va rebel·lar contra el domini persa l'any 499 aC, sota el rei Onissils. Aquesta rebel·lió i els consegüents intents grecs d'alliberar Xipre, van fracassar; entre aquests, el del rei Evàgores I de Salamina l'any 345 aC. No obstant això, l'any 331 aC, Alexandre el Gran va conquerir Xipre, fins llavors sota domini persa, i la va incloure en el domini del món hel·lènic. La flota xipriota va ajudar-lo a conquerir Fenícia.
Després de la mort d'Alexandre el Gran, Xipre va originar rivalitats entre els generals que el van succeir a causa de la seva riquesa i situació estratègica, i va caure sota el domini dels Ptolemeus d'Egipte. L'Imperi Romà, finalment, va conquerir l'illa l'any 57 aC.
A partir de l'any 45 dC, els predicadors sant Pau i sant Bernabé van introduir el cristianisme a l'illa i Xipre va esdevenir el primer territori al món governat per un cristià. Després de la caiguda de Roma, l'illa va ser dominada per l'Imperi Romà d'Orient i per l'Imperi islàmic. L'any 1192 va ser conquerida pels croats sota el comandament de Ricard I d'Anglaterra, que es va coronar com a rei de Xipre.

### Domini otomà i britànic

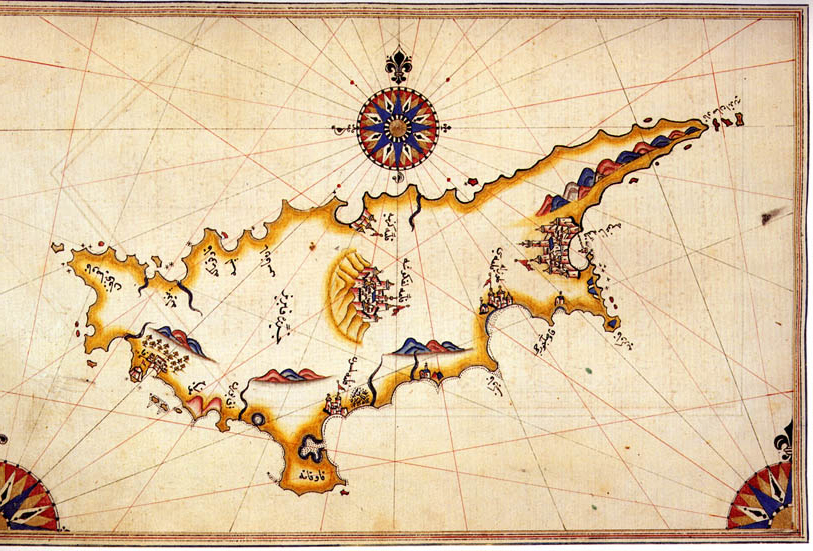
Mapa de Xipre elaborat el pel cartògraf otomà Piri Reis

La República de Venècia va controlar Xipre des de 1489 fins a la conquesta otomana de 1570. Després del Congrés de Berlín (12 de juliol de 1878), Xipre va romandre sota l'administració britànica i fou convertida en colònia de manera oficial el 5 de novembre de 1914, amb l'inici de la Primera Guerra Mundial.
L'any 1931 comencen les primeres revoltes a favor de l'enosi (unió de Xipre amb Grècia). Després del final de la Segona Guerra Mundial, els grecoxipriotes van augmentar la pressió per tal de posar fi al domini colonial britànic de l'illa. L'arquebisbe Macari III va liderar la campanya a favor de l'enosi i va ser deportat a les illes Seychelles l'any 1956 després d'una sèrie d'atemptats a l'illa.

### Independència i divisió

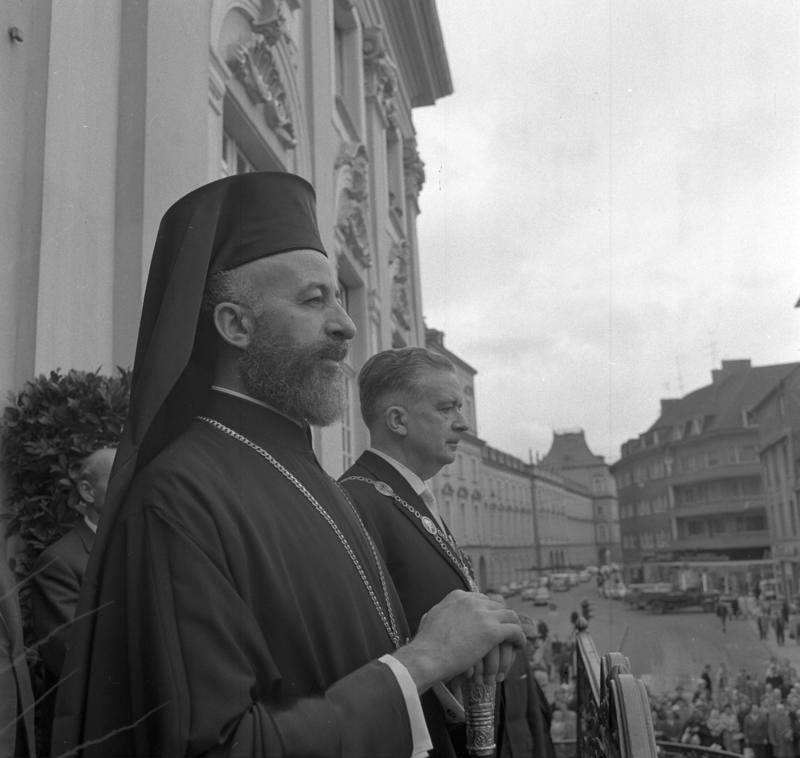
Macari III, primer president de la República de Xipre (1960)

El 1960, Turquia, Grècia i el Regne Unit (juntament amb les comunitats turcoxipriota i grecoxipriota) van signar un tractat que declarava la independència de l'illa i la possessió britànica de les bases d'Akrotiri i Dekélia. Macari va assumir-ne la presidència, mentre que, segons la constitució, els turcoxipriotes en tindrien la vicepresidència i poder de vet. Aquesta constitució peculiar va dificultar el funcionament de Xipre com a estat i les relacions entre els grecoxipriotes i turcoxipriotes es van fer més tenses. Hi va haver explosions de violència intercomunitària el 1963 i el 1967, que es van agreujar a la zona fronterera entre ambdues comunitats.
El 15 de juliol de 1974, un cop d'estat militar "progrec" amb el suport de la dictadura grega dels coronels, va deposar el govern legítim i va provocar que Turquia envaís i ocupés militarment el terç nord de l'illa amb 30.000 soldats, de manera que ambdues parts van incomplir la legalitat internacional. Això va ser l'origen de la República Turca de Xipre del Nord, un estat de facto que només és reconegut per Turquia i per l'Organització de la Conferència Islàmica.
La República de Xipre va esdevenir membre de la Unió Europea l'any 2004, el mateix any en què s'hi va aplicar un pla per a la reunificació amb el suport de l'ONU. Malgrat que al referèndum va guanyar a la part turcoxipriota, el 76% dels grecoxipriotes el van rebutjar, i el pla no es va dur a terme.
En les eleccions presidencials del 24 de febrer de 2008, després de la segona volta dels comicis, el secretari general del Partit Comunista de Xipre (AKEL), Demetris Christofias, va resultar vencedor amb el 53,36% dels vots, davant del 46,64% de l'exministre d'Afers Exteriors Ioannis Kasoulides. Un dels seus objectius fou reprendre les negociacions per reunificar Xipre. Tot seguit, el Partit Comunista va perdre la majoria i el 2013 fou elegit president Nicos Anastasiades, líder del partit Reagrupament Democràtic (en grec: Δημοκρατικός Συναγερμός). Anastasiades va revalidar el seu càrrec fins al 2023, quan el candidat independent Nicos Christodoulides va assumir el poder.

## Política

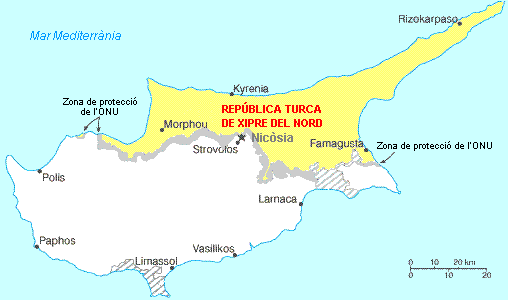
República Turca de Xipre del Nord i zones de protecció de l'ONU

Xipre és una república independent i sobirana, amb un règim de caràcter presidencialista. El govern constitucional de Xipre és actualment l'únic govern reconegut internacionalment com a legítim, després que el vicepresident turc Rauf Denktaş proclamés unilateralment, el 1975, la part ocupada per l'exèrcit turc com a estat federat turc de Xipre, el qual el 1983 s'autoproclamà independent amb el nom de República Turca de Xipre del Nord. La capital, Nicòsia, es troba també dividida en dues zones, els límits de les quals són controlats per forces de l'ONU. D'acord amb la constitució de 1960, el president de la República xipriota és elegit per sufragi universal per un període de cinc anys, i és investit del poder executiu. L'assisteixen el vicepresident —turc— i el Consell de Ministres. El poder legislatiu és exercit per la Cambra de Representants, que es compon de 59 membres dels diversos partits polítics elegits en sufragi universal per a un període de cinc anys. Xipre és membre de l'ONU, de l'OCDE, del Consell d'Europa, de la Commonwealth, i, des de 2005, de la Unió Europea.
A les eleccions legislatives xipriotes de 2011 el partit més votat fou Reagrupament Democràtic. Als últims anys, la política del país s'ha vist sacsejada per una sèrie de crisis i escàndols, entre els que destaca el dels "Passaports Daurats". Aquesta mesura pretenia pal·liar la recessió econòmica del país a través de la concessió de la ciutadania a canvi d'un pagament. Al voltant d'aquesta política es va desenvolupar una trama corrupta que va portar a que funcionaris estatals donaren ajuda a inversors rics per evitar processos judicials per obtenir passaports xipriotes i, per tant, europeus. Aquest escàndol va condicionar les eleccions generals de l'any 2021, on el partit conservador DISY, del president Nicos Anastasiades, va guanyar les votacions amb el 27,7% dels sufragis.

## Geografia

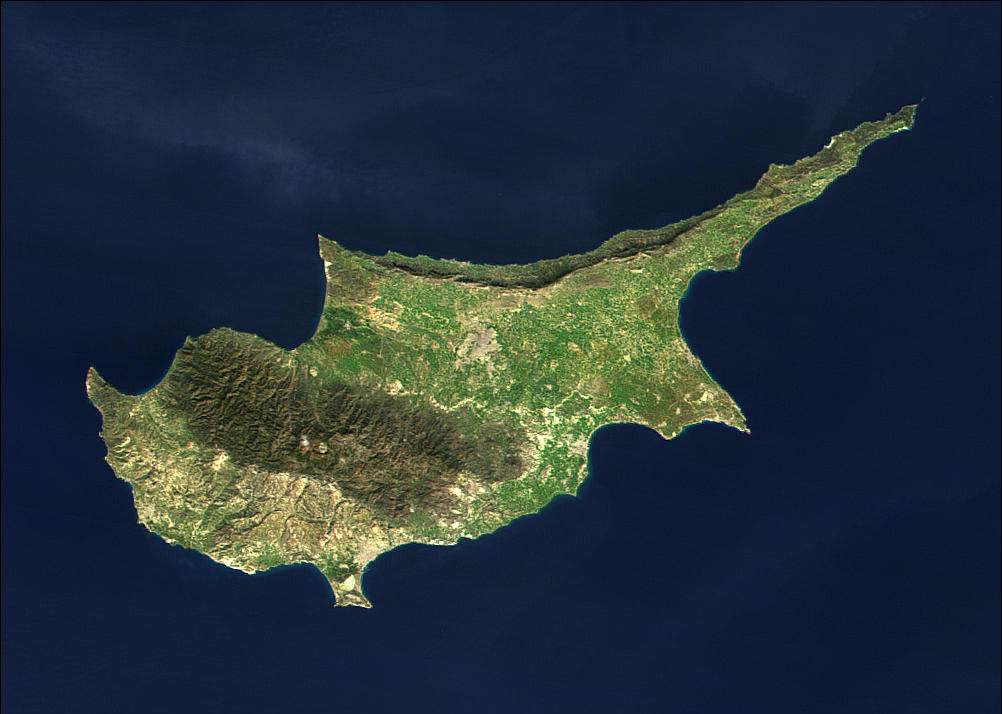
Imatge de satèl·lit de Xipre

L'illa —que geogràficament és part d'Àsia, però per raons històriques i culturals és considerada part del continent europeu— està constituïda bàsicament per dues serralades, que la travessen en direcció est-oest, separades per la gran plana central de Messaoria:
- La cadena muntanyosa del nord, anomenada serralada de Kyreneia o Pendadàkhtilos, té una longitud d'uns 129 km i es prolonga fins a la península del Kàrpathos i el cap d'Hàgios Andreas.
- Al sud-oest, hi ha l'altra “serralada”—el massís de Tróodos, cobert d'abundosa vegetació— amb alguns cims importants, entre els quals destaca l'Olimp, que s'eleva fins a 1.952 metres.
- Des del golf de Morfú fins al de Famagusta s'estén la plana central, pràcticament mancada de vegetació, que constitueix el graner de Xipre.

Les costes són rocalloses i abruptes, sobretot al nord, on les muntanyes de Kireneia cauen a plom sobre la mar, però també són nombroses les platges i les profundes badies.
El clima de l'illa és mediterrani, amb predomini de la sequera i amb canvis d'estacions molt marcats: estius calorosos i assolellats, amb una mitjana de 29 °C a Messaoria i 22 °C al massís de Tróodos, i unes màximes de 36 °C i 28 °C, respectivament. Els hiverns solen ser suaus, degut a que Xipre es troba sota la influència de les depressions lleugeres que travessen la Mediterrània entre l'anticicló continental d'Euràsia i la zona de baixes pressions del nord d'Àfrica. Les temperatures oscil·len entre els 10 °C (Messaoria) i 4 °C (Tróodos). La mitjana anual de precipitacions és d'uns 500 mm i, llevat del massís de Tróodos, les nevades són inexistents. Gairebé no hi ha rius, només el Pedieos i l'Idalias, que desemboquen al golf de Famagusta; i el Kurris, que ho fa a Episkopí. Tots aquests són en realitat torrents que tenen un curs normal només durant els mesos d'hivern.

## Economia

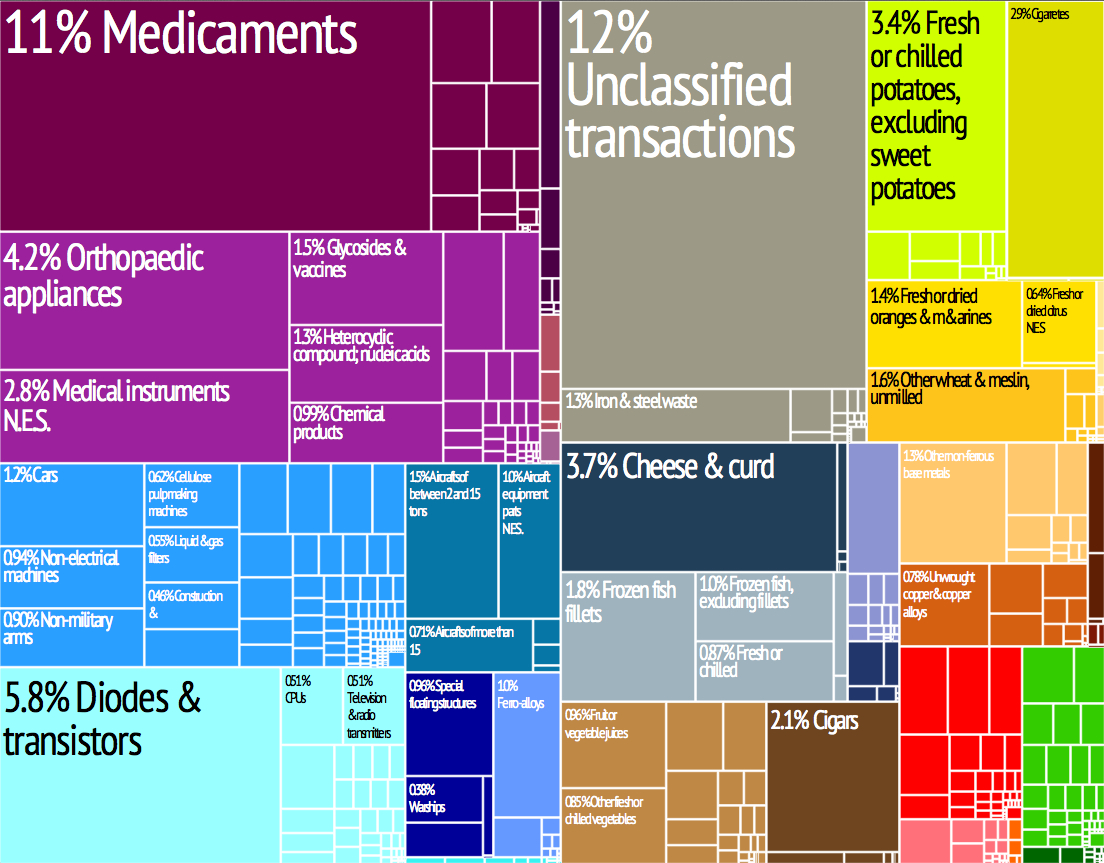
Representació gràfica de les exportacions, dividides en 28 categories codificades per colors

L'economia xipriota era pròspera i diversificada fins que el 2012 es va veure afectada per la crisi del deute sobirà europeu. El juny de 2012 el govern xipriota va anunciar que necessitava 1.800 milions d'euros d'ajuda externa per al Cyprus Popular Bank i, seguidament, l'agència d'avaluació de crèdit Fitch va rebaixar la classificació dels seus bons fins al nivell de bo porqueria. Fitch va afirmar que Xipre necessitaria addicionalment 4.000 milions d'euros per als seus bancs, a causa especialment del contagi de la crisi grega als tres bancs més grans de Xipre (Bank of Cyprus, el Cyprus Popular Bank i l'Hellenic Bank).
El març de 2013, Xipre i la Unió Europea van arribar a un acord per rescatar el país i salvar-lo de la fallida amb un crèdit de 10.000 milions d'euros. A canvi del rescat, el govern xipriota va accedir a incrementar els impostos sobre les empreses del 10 al 12,5%, i a imposar una taxa del 9,9% sobre els dipòsits bancaris de més de 100.000 euros, i del 6,75% sobre la resta. El govern del país va témer una fugida de capitals i va bloquejar els comptes bancaris fins al dia de l'aplicació de les noves taxes. El dimarts 19 de març, però, el parlament no va aprovar les mesures proposades per la Unió Europea, i ara la situació es troba en un atzucac.
L'economia de Xipre està clarament afectada per la divisió de l'illa en dos territoris. Té una economia altament vulnerable, més estabilitzada després de l'entrada a la Unió Europea i a la zona euro l'1 de gener de 2008, amb una forta dependència del sector dels serveis, i també pateix problemes d'aïllament respecte d'Europa. El 2008 va ser classificada pel Fons Monetari Internacional entre les 32 més pròsperes del món.
El sector dels serveis domina l'economia amb el 78% del producte interior brut. El turisme, els serveis financers i el transport són parts importants de la seva economia.

## Demografia
En el moment de la invasió turca i de la subsegüent partició de l'illa, la població estava formada aproximadament per un 80% de grecs i un 20% de turcs. Per raons polítiques, però, un nombre important de colons procedents d'Àsia Menor han estat traslladats a la zona ocupada per l'exèrcit turc. També viuen a Xipre altres minories (maronites, armenis i llatins), que constitueixen el 4% de la població.
Després dels esdeveniments polítics, la invasió turca motivà el desplaçament d'unes 200.000 persones, que romanen en situació de refugiats a la zona grega de l'illa. A l'exterior, l'emigració es concentra a les principals zones industrials d'Europa i dels EUA. L'any 2000, al sector grec, el creixement natural de la població era del 5,2 ‰, la densitat de la població de 114 h/km² (en tota l'illa, la xifra era de 94 h/km²) i en un 70% la població era urbana. Les àrees més poblades corresponen a la capital, Nicòsia, i a les ciutats més importants: Làrnaca, Limassol, Famagusta, Kireneia i Pafos.
La comunitat grega és cristiana ortodoxa, i constitueix l'Església autocèfala ortodoxa de Xipre, presidida per un arquebisbe, amb seu a Nicòsia i amb sis bisbats més (Pafos, Kítion, Kireneia, Limassol, Morfú i Salamis). La comunitat turca és majoritàriament de religió islàmica. La minoria maronita (catòlica) té un arquebisbe propi. Entre els armenis, n'hi ha de monofisites i de catòlics. Els idiomes oficials de l'estat són el grec i el turc.

## Divisió administrativa

Mapa de Xipre amb els districtes

Xipre es divideix en sis districtes:
|           | Grec                     | Turc             |
| --------- | ------------------------ | ---------------- |
| Famagusta | Αμμόχωστος (Ammókhostos) | Gazimağusa       |
| Kerínia   | Κερύvεια (Kerínia)       | Girne            |
| Làrnaca   | Λάρνακα (Làrnaka)        | Larnaka          |
| Limassol  | Λεμεσός (Lemesós)        | Limasol/Leymosun |
| Nicòsia   | Λευκωσία (Lefkosia)      | Lefkoşa          |
| Pafos     | Πάφος (Pafos)            | Baf              |